# 余德庄
余德庄（1946年5月—），男，四川重庆人，中国作家，曾任重庆文学院首任院长，重庆市作家协会副主席。